# 亨利四世 (科斯特利茨的罗伊斯亲王)
亨利四世（Heinrich IV，1919年10月26日—2012年6月20日），罗伊斯家族首領，羅伊斯-格賴茨、羅伊斯-格拉、羅伊斯-科斯特利茨親王。

## 家庭
1954年6月10日，亨利四世在瓦尔拉尔与萨尔姆-霍斯特马尔亲王奥托的女儿玛丽·路易丝公主结婚，婚后有一子三女：
- 亨利十四世（Heinrich XIV，1955年7月14日—），现任罗伊斯亲王；
- 安娜·伊丽莎白·约翰内塔（Anna Elisabeth Johanetta，1957年6月29日—）；
- 卡洛琳·阿戴尔玛·亨利埃塔·安娜·伊丽莎白（Caroline Adelma Henriette Anna Elisabeth，1959年6月21日—）；
- 伊斯佩伦丝·安娜·伊丽莎白·埃利奥诺尔（Espérance Anna Elisabeth Eleonore，1962年7月22日—）。